# Hôtel Levavasseur
Pour les articles homonymes, voir Levavasseur.
L'hôtel Levavasseur est un hôtel particulier de Rouen, sis au 6 rue Stanislas-Girardin.

## Histoire
Bâti en 1826 pour le baron James* Levavasseur (1801-1885), fondateur de filatures en Normandie, propriétaire de l'abbaye Notre-Dame de Fontaine-Guérard, et président de la Chambre d'assurances maritimes.
À partir de 1891, il abrite le siège social de la société d'assurances La Normandie, fondée 50 ans auparavant, en 1840. Il a ensuite été occupé par la société Davey Bickford.
Les façades et toitures du bâtiment principal et du bâtiment en retour sur rue, avec le porche d'entrée, ainsi que la façade sur cour et la toiture correspondante du bâtiment en retour au fond de la cour ont été inscrits au titre des monuments historiques par arrêté du 11 octobre 1971, tout comme le grand salon et le bureau avec leur décor « pompéien ».
- "James" se prononce [ʒɑm], jam et non "djeïms" qui serait anglais : il s'agit de la variante rare du prénom Jacques, comme en anglais "Jack" et "James" et en espagnol "Jaime" et "Iago"; cette variante est présente dans le toponyme Saint-James, commune française de la Manche, les tricots Saint James ou la Folie Saint-James.